# Augochloropsis atropilosa
Augochloropsis atropilosa är en biart som först beskrevs av Heinrich Friese 1925.  Augochloropsis atropilosa ingår i släktet Augochloropsis och familjen vägbin. Inga underarter finns listade.